# 蒙自獐牙菜
蒙自獐牙菜（学名：Swertia leducii）又名青叶胆，为龙胆科獐牙菜属下的一个种。

## 扩展阅读
- 維基物種上的相關：蒙自獐牙菜